# 김주신 선생 묘
김주신 선생 묘는 경기도 고양시 덕양구 대자동에 있다. 1986년 6월 16일 고양시의 향토문화재 제18호로 지정되었다.

## 개요
조선조 후기의 문신이며 숙종대왕의 장인인 경은부원군 김주신의 묘와 신도비이다. 임+석물의 예술성의 높고 곡장이 설치된 묘역+신도비 가치 있다.

## 같이 보기
- 김주신